# Rose Atoll Marine National Monument
Le Rose Atoll Marine National Monument est un monument national américain désigné comme tel par le président des États-Unis George W. Bush le 6 janvier 2009. Il protège 34 834 kilomètres carrés dans l'océan Pacifique autour des Samoa américaines.

## Description
L’atoll Rose est une petite île située à environ 170 milles (150 milles marins) à l’est de Tutuila, l’île principale des Samoa américaines. C’est un site de nidification pour des espèces d'oiseaux marins rares comme les pétrels, les puffins et les sternes ; et lors de la signature de l’ordonnance établissant le monument, le président George W. Bush a noté que « les eaux entourant l’atoll abritent de nombreuses espèces rares, notamment des palourdes géantes et des requins de récif, ainsi qu’une abondance inhabituelle de coraux roses » .